# Lehel
Lehel, trước đây còn được gọi là St.-Anna-Vorstadt (vùng ngoại ô St. Anne). Cùng với Phố cổ, nó lập thành quận 1 Altstadt-Lehel.

## Vị trí

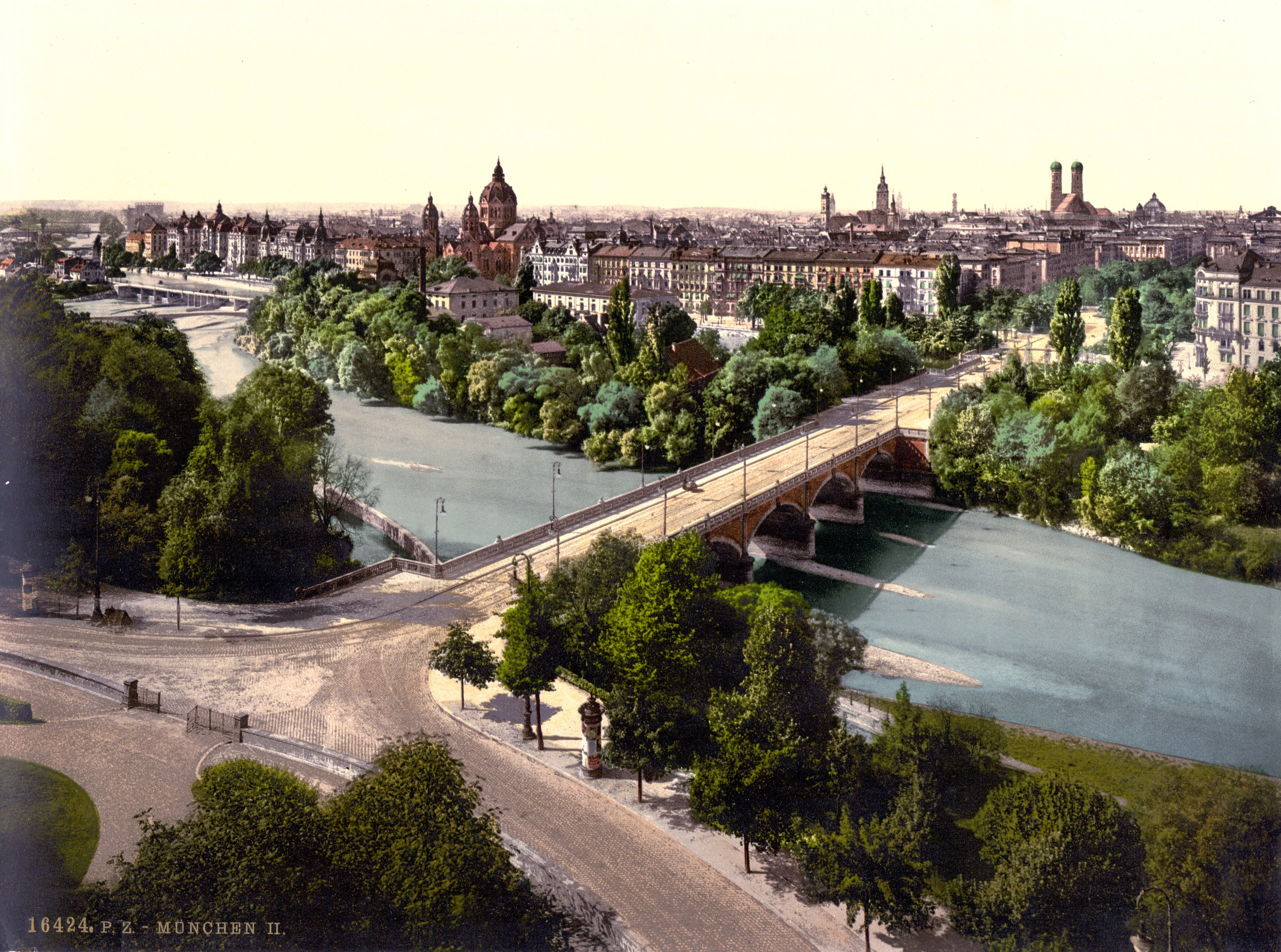
Lehel nhìn từ Maximilianeum (1890–1905)

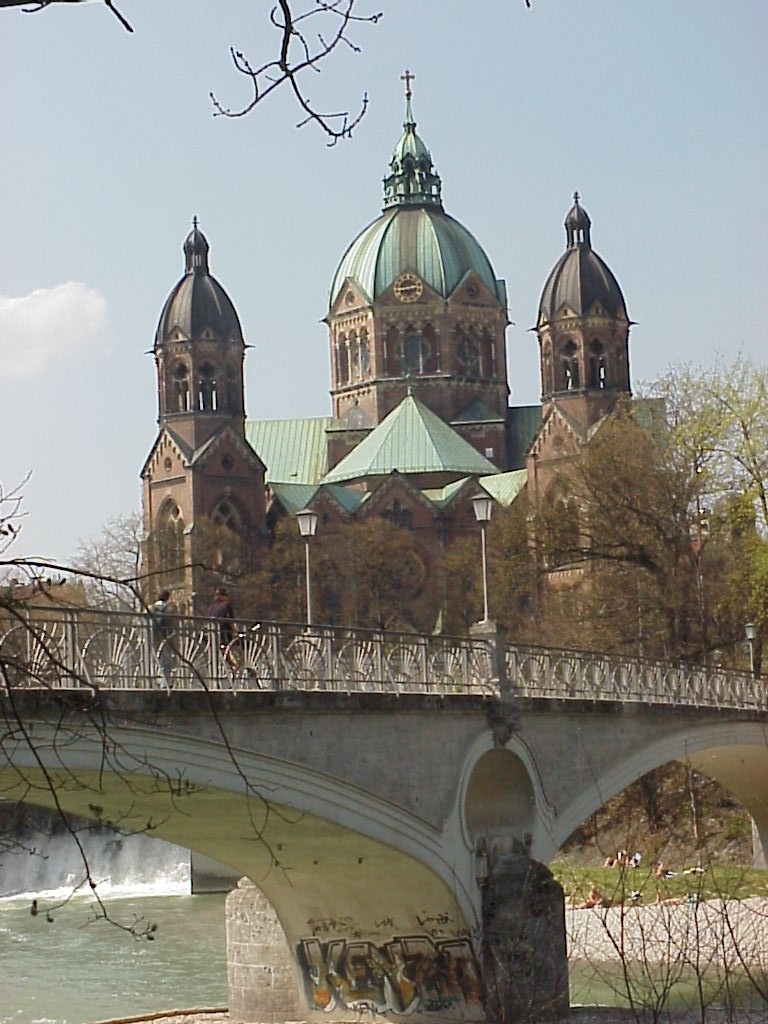
Nhà thờ St. Lukas với Kabelsteg

Lehel bị giới hạn bởi sông Isar ở phía đông và Vườn Anh, vòng đai Thomas- Wimmer -Ring / Karl-Scharnagel-Ring ở phía tây cũng như cầu Max Joseph ở phía bắc và đường Zweibrückenstraße phía nam. Ngay cả phần phía bắc của Museumsinsel và đảo Prater thuộc Lehel.